# Günther Lütjens
Johann Günther Lütjens (Wiesbaden, 25 mei 1889 - Atlantische Oceaan, 27 mei 1941) was een Duitse admiraal. Hij diende bij de Kaiserliche Marine tijdens de Eerste Wereldoorlog en de Kriegsmarine tijdens de Tweede Wereldoorlog. Hij is het meest bekend door zijn leiding tijdens de Tweede Wereldoorlog over Operatie Rheinübung: een eskader onder leiding van het slagschip Bismarck, dat op de Atlantische Oceaan op geallieerde konvooien joeg. Hij sneuvelde nadat de Bismarck door de Royal Navy onder vuur werd genomen.

## Onderscheidingen
- Ridderkruis op 14 juni 1940 als Vizeadmiral en Bevelhebber van de Aufklärenden Streitkräfte[3][4][5][2]
- IJzeren Kruis 1914, 1e Klasse (17 augustus 1916) en 2e Klasse (6 oktober 1915)[3][4]
- Herhalingsgesp bij IJzeren Kruis 1939, 1e Klasse en 2e Klasse[3][4]
- Hanseatenkruis van Hamburg op 18 juni 1917[3][4]
- Ridderkruis in de Huisorde van Hohenzollern met Zwaarden op 24 november 1917[3][4]
- Friedrich August-Kruis, 1e Klasse en 2e Klasse[3]2e Klasse met gesp "Vor dem Feinde"[4]
- Ridder der Tweede Klasse in de Orde van de Leeuw van Zähringen[3][4]
- Erekruis voor de Wereldoorlog op 12 september 1934[3][4]
- Dienstonderscheiding van Leger en Marine, Ie Klasse t/m IVe Klasse op 2 oktober 1936[3][4]
- Gewondeninsigne 1939 in zwart op 20 februari 1940[3]
- Commandeurskruis in de Orde van de Hongaarse Republiek op 20 augustus 1938[4]
- Ereteken van het Duitse Rode Kruis, Ie Klasse op 17 september 1938[3]
- Medaille ter herinnering aan de Thuiskomst van het Memelland op 26 oktober 1939[3][4]
- Anschlussmedaille op 20 december 1939[3][4]
- Zerstörer-Kriegsabzeichen op 11 november 1940[3][4]
- Vlootoorlogsinsigne op 9 mei 1942[3][4]
- Hij werd meerdere malen genoemd in het Wehrmachtsbericht. Dat gebeurde op:
- 22 maart 1941[3][4]
- 25 mei 1941[3][4]
- 28 mei 1941[3][4]

## Militaire loopbaan
- Seekadett: 3 april 1907[3][4][2]
- Fähnrich zur See: 21 april 1908[3][4][2]
- Leutnant zur See: 28 september 1910[3][4][2]
- Oberleutnant Zur See: 27 september 1913[3][4][2]
- Kapitänleutnant: 24 mei 1917[3][4][2]
- Korvettenkapitän: 1 april 1926[3][4][2]
- Fregattenkapitän: 1 oktober 1931[3][4][2]
- Kapitän zur See: 1 juli 1933[3][4][2]
- Konteradmiral: 18 september 1937[3]- 1 oktober 1937[4][2]
- Vizeadmiral: 17 december 1939[3] - 1 januari 1940[4]
- Admiral: 26 augustus 1940 (effectief vanaf 1 september 1940)[3][4][2]